# Agrostis hirtella
Agrostis hirtella é uma espécie de gramínea do gênero Agrostis, pertencente à família Poaceae.